# 給事中
給事中，雅稱夕拜。中國古代官職之一。秦時，給事中是附加的銜稱；任何官職如將軍、列侯、九卿，加上給事中之頭銜，可出入宮禁，常侍皇帝左右。漢魏相沿。隋文帝開皇六年（586年），吏部設給事郎；唐高祖武德三年（620年）改名給事中。唐高宗龙朔二年（662年）改名东台舍人，咸亨元年（670年）再改回給事中。

## 歷代沿革
明朝洪武六年（1373年）设给事中十二员，分为吏、户、礼、兵、刑、工六科。十二年改隶通政司；增員八十一人。洪武二十四年定制，六科各设都给事中一人，为正七品；左给事中、右给事中各一员，从七品。建文年间罢左、右给事中。永乐年间复置左、右给事中。掌规谏、补阙、拾遗、稽察六部事务。
清朝沿襲明制。六科系吏科、户科、礼科、兵科、刑科和工科的总称，清初独立办公，中后期隶属都察院。六科作为政府办事部门，一方面负责稽查在京各部院公事，即监察有司；另一方面辅佐皇帝处理本章，谓红本发抄。清初设“给事中”为各科主官，铸有印信，是朝廷直辖的独立衙门。顺治十八年（1661年），始定给事中、笔帖式名数与品秩。康熙五年（1666年）改都给事中为掌印給事中。雍正元年（1723年），六科改隸屬於都察院。每科設二掌印給事中、二給事中，皆為滿漢各一人，轄下有筆帖式等輔佐官職。給事中一般秩正五品。掌印給事中秩正四品，為給事中、御史升轉之階，雖非京堂，而京官已至四品，亦不妨以京堂論耳（据《中和月刊》，1941）。光绪三十二年（1906年）废六科之名，統稱给事中。1910年代，清亡後，該官職廢除。
給事中可直接面聖彈劾百官，是謂封駁。与各道监察御史合稱科道，同任漕、盐等差，台省合一。在重大國事與刑案會議，則會同內閣六部、九卿、監察御史、翰林、詹事召開「六部九卿翰詹科道會議」議決，如同治年間何桂清案之辯論。给事中、笔帖式等科臣平时在紫禁城内办公。清代六科给事中的朝房设在午门 (北京)东西，每科各给衙门七间，吏户礼科西向，兵刑工科东向；之前，六科朝房原在午门掖门内之西，与清朝内阁相对。科臣与大学士、尚书、侍郎等部院大臣需协同完成日常公事稽查与公文流转等公务。在稽查公务方面，六科各有职司，分别对接在京各有关部院。在文书处理当中，六科与正一品衙门内阁的关系尤为紧密，尤其与内阁下辖之典籍厅、分办本章五处、诰敕房、稽察房、收发红本副本处等部门，多有行文往来。清制红本（凡内外大臣进呈的本章，经皇帝裁定后由内阁朱笔批发）由内阁转给六科发抄，红本发抄后汇缴内阁，此外还需抄录二份，一份为史书，送内阁保存，为朝廷修史所用；一份为录书，由六科备存，供科臣稽查公务。清代密本不发抄，六科经手密本只做简单登记与存贮，以原封送部，该部办毕，仍密封送科（据《清代六科职能变迁》）。